# Ali Ahmad Bakathir

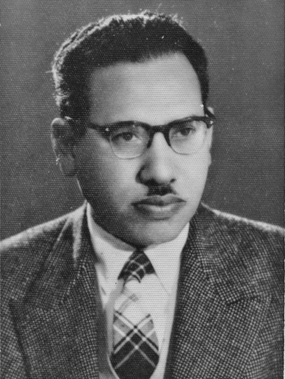
Ali Ahmad Bakathir

Ali Ahmad Bakathir (* 21. Dezember 1910 in Surabaya, Niederländisch-Indien; † 10. November 1969) war ein ägyptischer Schriftsteller. Er war einer der bekanntesten Literaten der islamistischen Bewegung im Ägypten des Zwanzigsten Jahrhunderts.

## Leben und Werk
Bakathir wurde in Indonesien als Sohn einer Familie aus dem Hadramaut geboren. Mit acht Jahren entsandte ihn sein Vater in den Hadramaut, wo er an der örtlichen Madrassa eine klassische, islamische Ausbildung erhielt. Er wurde jung im Jemen verheiratet. Nach dem Tod seiner Frau 1932 zog er in die Hauptstadt des Jemen, Aden. Dort residierte er beim Poeten Muhammad Ali Luqman und war in Kreisen der islamischen Reformbewegung aktiv.
Danach reiste er nach Somalia und Äthiopien. Nach seinem Aufenthalt in Afrika absolvierte er die Pilgerfahrt und verbrachte einige Zeit im Hedschas.
1934 erreichte er Ägypten mit dem Ziel seine Studien an der Al-Azhar-Universität fortzusetzen. Er schrieb sich jedoch in der Universität Kairo in englischer Literatur und Sprache ein. Das Studium schloss er 1939 ab. 1944 heiratete er eine verwitwete Ägypterin. Bis 1955 arbeitete er als Englischlehrer. Ab 1955 war er im Dienst des ägyptischen Kulturministeriums.
Im Rahmen seiner künstlerischen Tätigkeit schuft Bakathir sechs Romane, sechs Dramen und Versform und rund 45 Prosastücke. Seine bekanntesten Werke waren die Romane Wa Islama (Oh Islam) und al-Tha'ir al-Ahmar (Der rote Revolutionär) sowie das Versdrama Ihknatun wa Nafirtiti (Ekhnaton und Nofretete). Der Roman Der rote Revolutionär spielt im islamischen Mittelalter und wandte sich gegen die aufkommende Ägyptische Kommunistische Partei und hatte enge Bezüge zur Lehre der Muslimbruderschaft.
Bakathir vertrat im Diskurs der ägyptischen Literatur islamistische Positionen gegenüber Vertretern des Liberalismus und Marxismus. Ein Teil seiner Texte wurde auch in Zeitschriften der Muslimbruderschaft veröffentlicht.
Bakathir sprach neben Arabisch auch Malaiisch, Französisch und Englisch.